# Calypsobyen
Calypsobyen – dawna osada górnicza na Spitsbergenie na półwyspie Ziemia Wedela Jarlsberga. Znajduje się w niej Stacja Polarna Uniwersytetu Marii Curie-Skłodowskiej.

## Położenie
Calypsobyen leży na równinie Calypsostranda, położonej na północny wschód od Recherchefjorden w fiordzie Bellsund. Naprzeciw miejsca, w którym położona jest osada, spotykają się fjordy Van Keulenfjorden i Recherchefjorden.

## Historia
Osada powstała w latach 1918–1919 z inicjatywy londyńskiej spółki eksploracyjno-wydobywczej Northern Exploration Company (NEC) w związku z planami wydobycia węgla. Została nazwana na cześć okrętu HMS „Calypso”, należącego do eskadry treningowej Royal Navy, który badał okolicę w 1895 roku. 
Pierwsze budynki przyszłej osady (tzw. „Camp Jacobsen”) zbudował w roku 1901 poszukiwacz węgla i myśliwy nazwiskiem Stenehjem, pochodzący z Vardø. Zostały one przejęte przez NEC, która wybudowała resztę budynków, m.in. radiostację w 1919 roku i magazyn w 1920.
Plany wydobycia węgla w Calypsobyen były krótkotrwałe. NEC zbudowała jedną sztolnię i wydobyła 133 tony węgla, po czym szybko okazało się, że złoża są zbyt małe, a ich wydobycie zbyt trudne z powodu bliskości morza, które często zalewało obszar wydobycia i uniemożliwiało transport urobku. Operację zamknięto w 1920 roku.
Od 1932 roku Calypsobyen należy do państwa norweskiego. W latach międzywojennych z budynków korzystali myśliwi, którzy zimowali na wyspie (m.in. Ole Blomli i Ole Sivertsen).
Od 1986 roku Calypsobyen jest główną bazą wypraw polarnych Uniwersytetu Marii Curie-Skłodowskiej w Lublinie. Część budynków odrestaurowano na potrzeby badań naukowych, z zachowaniem oryginalnego charakteru.

## Ciekawostki
- Nieopodal osady od 100 lat znajduje się wrak łodzi, z której jako miejsca lęgowego korzystają rybitwy popielate[1].
- Calypsobyen i jej okolice stanowiły inspirację dla grafik Zbigniewa Jóźwika, który wiele ze swoich prac stworzył podczas wypraw naukowych Uniwersytetu Marii Curie-Skłodowskiej[4].